# Монстр із тисячею голів
«Монстр із тисячею голів» (ісп. Un Monstruo de mil cabezas) — мексиканський драматичний фільм-трилер, знятий Родріго Пла. Світова прем'єра стрічки відбулась 2 вересня 2015 року на Венеційському кінофестивалі. Фільм розповідає про жінку, чоловік якої хворий на рак і потребує тривалого лікування.

## У ролях
- Хана Ралуй — Соня Бонет
- Себастьян Агірр
- Еміліо Ечеваррія

## Визнання
| Нагороди та номінації фільму «Монстр із тисячею голів» | Нагороди та номінації фільму «Монстр із тисячею голів» | Нагороди та номінації фільму «Монстр із тисячею голів» | Нагороди та номінації фільму «Монстр із тисячею голів» | Нагороди та номінації фільму «Монстр із тисячею голів» | Нагороди та номінації фільму «Монстр із тисячею голів» |
| Рік                                                    | Кінопремія / Кінофестиваль                             | Категорія / Нагорода                                   | Номінант                                               | Результат                                              |                                                        |
| ------------------------------------------------------ | ------------------------------------------------------ | ------------------------------------------------------ | ------------------------------------------------------ | ------------------------------------------------------ | ------------------------------------------------------ |
| 2015                                                   | Венеційський кінофестиваль                             | Найкращий фільм «Горизонтів»                           | «Монстр із тисячею голів»                              | Номінація                                              |                                                        |
| 2015                                                   | Варшавський міжнародний кінофестиваль                  | Гран-прі                                               | «Монстр із тисячею голів»                              | Номінація                                              |                                                        |
| 2015                                                   | Варшавський міжнародний кінофестиваль                  | Найкращий режисер                                      | Родріго Пла                                            | Перемога                                               |                                                        |
| 2015                                                   | Токійський міжнародний кінофестиваль                   | Гран-прі «Токійська сакура»                            | «Монстр із тисячею голів»                              | Номінація                                              |                                                        |